# Dolichopus simulator
Dolichopus simulator är en tvåvingeart som beskrevs av Octave Parent 1926. Dolichopus simulator ingår i släktet Dolichopus och familjen styltflugor. Inga underarter finns listade i Catalogue of Life.